# Herno
Herno è un'azienda italiana di moda fondata nel 1948 da Giuseppe Marenzi a Lesa, in provincia di Novara, sulle sponde del fiume Erno da cui prende il nome. Inizialmente specializzata nella produzione di impermeabili da uomo, negli anni Herno è diventata un'eccellenza del Made in Italy nota per i suoi capispalla iconici e per una produzione che oggi comprende l'abbigliamento completo.

## Storia
La fondazione di Herno risale al 1948 per iniziativa di Giuseppe Marenzi, originario di Bergamo. Trasferitosi a Lesa, Marenzi avviò la produzione di impermeabili da uomo in un vecchio opificio sul fiume Erno. Nel 1969 l'azienda si era affermata come una grande fabbrica specializzata in capispalla di alta qualità, realizzati con materiali italiani e rifiniture artigianali.
Negli anni '80 Herno raggiunse popolarità sui mercati esteri, prima in Giappone e poi negli Stati Uniti. In questo periodo produsse per conto terzi per importanti griffe internazionali. All'inizio del Duemila, con l'arrivo alla presidenza di Claudio Marenzi, figlio del fondatore, l'azienda tornò a concentrarsi sul proprio marchio, potenziando l'esportazione e internalizzando la gestione dell'intera filiera produttiva. Nel 2011, in occasione della 80ª edizione di Pitti Immagine Uomo, Herno fu premiata come migliore realtà imprenditoriale italiana. Oggi Herno distribuisce le sue collezioni in boutique monomarca nelle principali capitali della moda e attraverso corner e shop-in-shop nei department store di tutto il mondo.

## Dati economici
Con una quota export del 67%, nel 2022 Herno ha raggiunto un fatturato di 128 milioni di euro, posizionandosi nel settore del luxury fashion. Nel dicembre 2021 ha acquisito il marchio Montura, confermando la strategia di investimento nelle eccellenze del tessile italiano.